# Jonathan Goddard
Jonathan Goddard (1617 – 1675) foi um médico inglês, conhecido como cirurgião militar das forças de Oliver Cromwell e membro ativo da Royal Society.

## Vida
Filho de um próspero construtor de navios, Goddard foi aluno no Magdalen Hall, Oxford, qualificando-se em medicina na Universidade de Cambridge. Aderiu ao College of Physicians em 1643, e tornou-se médico particular de Carlos I de Inglaterra quando detido pelo Parlamento. Na década de 1650 foi diretor do Merton College (Oxford) (1651), e foi um dos participantes do Oxford Philosophical Club aglutinado em torno de John Wilkins. Foi professor de física do Gresham College em 1655.
Foi um dos cinco médicos que atenderam Cromwell em sua morte (os outros foram George Bate, John Bathurst, Thomas Trapham e Laurence Wright).
Foi sepultado na capela-mor da St Helen's Church em Londres.